# Vitojevci
Vitojevci (cyr. Витојевци) – wieś w Serbii, w Wojwodinie, w okręgu sremskim, w gminie Ruma. W 2011 roku liczyła 808 mieszkańców.